# Pfarrhaus (Neukirchen (Thierhaupten))

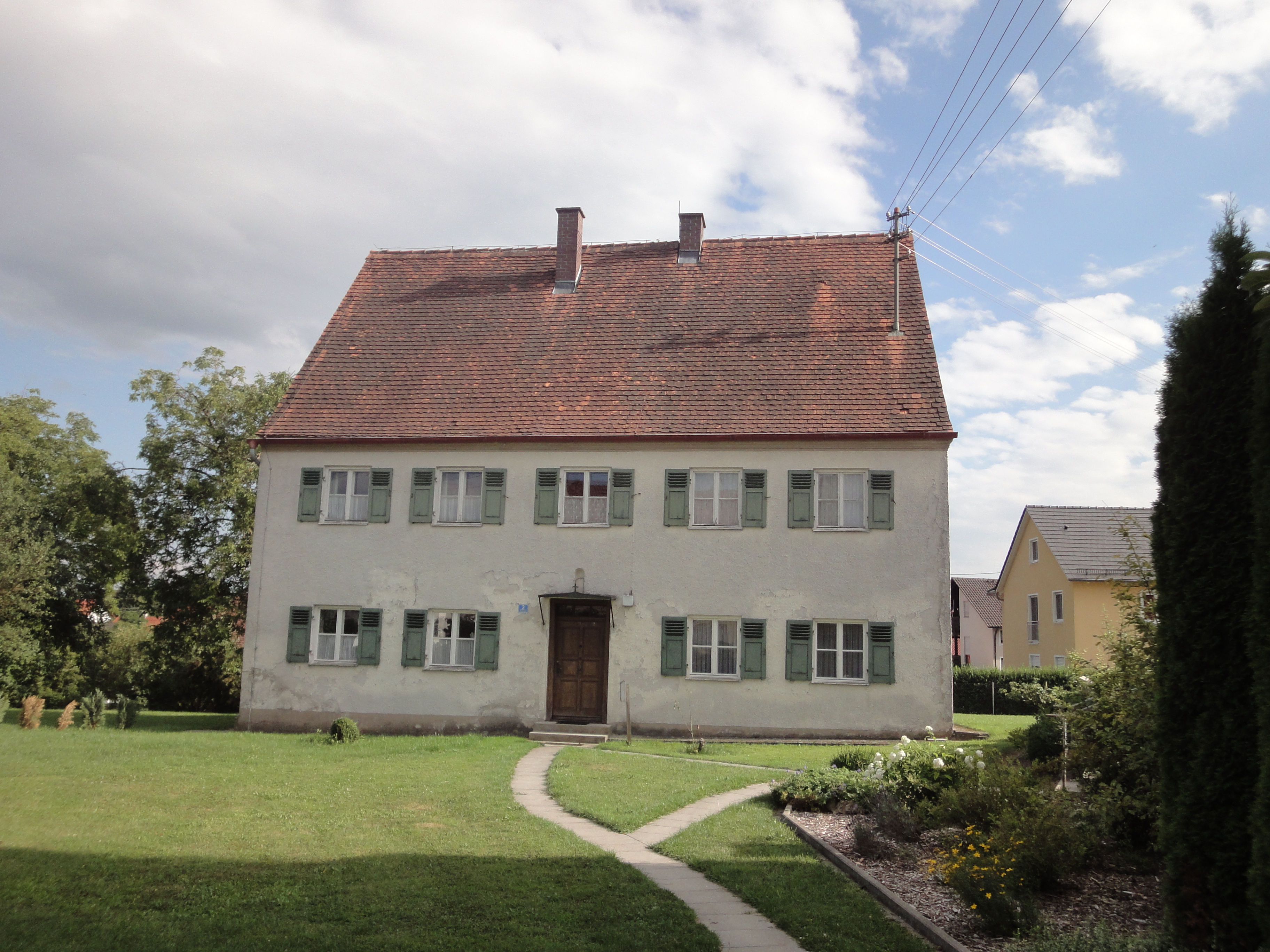
Pfarrhaus in Neukirchen

Das Pfarrhaus in Neukirchen, einem Gemeindeteil von Thierhaupten im Landkreis Augsburg im bayerischen Regierungsbezirk Schwaben, wurde 1709/10 errichtet. Das Pfarrhaus mit der Adresse Am Brunnenweg 2 ist ein geschütztes Baudenkmal.
Der zweigeschossige Satteldachbau wurde 1709/10 erbaut und um 1860/70 erneuert. Er besitzt fünf Fensterachsen zur Gartenseite. Das Portal ist schlicht ausgeführt.